# Метаболитен път
В биохимията метаболитен път е серия от биохимични реакции в клетката. В рамките на един метаболитен път определен метаболитен компонент е модифициран чрез химични реакции. Ензими катализират реакциите и често витамини, коензими, микроелементи и минерали от диетични добавки са необходими за правилното протичане на процесите по пътеките. Поради огромния брой реакции, участващи в метаболитните пътища, те могат да са доста сложни. Едновременно в клетката съществуват множество метаболитни пътища, които общо се наричат метаболитна мрежа. Посредством тези пътища и мрежи се поддържа хомеостазата в организма.
Метаболизмът е постепенно модифициране на първоначалните молекули за превръщането им в краен продукт, който може да се използва по един от три начина:
- да бъде съхранен в клетката
- да бъде консумиран от клетките веднага
- да започне друг път, като първоначалната стъпка се нарича генерираща, тъй като генерира прилив на енергия или материал.

Молекулата, наречена първичен субстрат, навлиза в метаболитения път в зависимост от нуждите на клетката и наличието на субстрата.